# Bandido
A Bandido a La Bionda nevű olasz diszkóegyüttes negyedik nagylemeze, amely 1979-ben jelent meg. Számos rajongó szerint ez a csapat legjobb albuma. A felvételeket az NSZK-ban készítették. Producerek: Carmelo és Michelangelo La Bionda.

## A dalok

### A oldal
1. Deserts of Mars (A. & C. La Bionda / R. W. Palmer James) 6.35
2. Welcome Home (A. & C. La Bionda / R. W. Palmer James) 3.24
3. Moonlight Palais (A. & C. La Bionda / Ch. Ricanek / R. W. Palmer James) 4.15
4. Baby Make Love (A. & C. La Bionda / R. W. Palmer James) 4.17

### B oldal
1. Bandido (A. & C. La Bionda / R. W. Palmer James) 4.12
2. Black and White (A. & C. La Bionda / R. W. Palmer James) 4.03
3. Never Gonna Let You Go (A. & C. La Bionda / R. W. Palmer James) 6.52
4. Will She or Won't She (A. & C. La Bionda / T. Baldursson / R. W. Palmer James) 3.58

## Közreműködők
- Juergen Koppers (rögzítés, keverés, általános koordinációs feladatok)
- Thor Baldursson (billentyűsök, Polymoog és minimoog, valamint zenei rendező a Black and White, a Never Gonna Let You Go és a Will she or won’t she című felvételeknél)
- Charly Ricanek (zongora, Polymoog és Tennis, valamint zenei rendező a Deserts of Mars, a Moonlight Palais, a Welcome Home és a Bandido című felvételeknél)
- Keith Forsey (dobok, ütős hangszerek és különféle zajeffektek)
- Les Hurdle (basszusgitár)
- Mats Bjorklund (gitár)
- Martin Harrison(dob a Bandido című felvételben)
- Gary Unwin (basszusgitár a Bandido és a Baby Make Love című felvételekben)
- Billy Long (gitárok, valamint szóló a Baby Make Love című felvételben)
- Sigi Schwab (gitárok a Bandido című felvételben, szóló a Moonlight Palais című felvételben)
- Elmer Louis, Roy Louis, Guillermo Marchena (ütős hangszerek a Bandido című felvételben)
- A müncheni popzenei vonósok
- A müncheni rézfúvósok Pepe Solera irányításával
- Pepe Solera (szaxofonszóló a Deserts of Mars című felvételben)
- Claudia, Gitta, Maria, Renate, Evert, Peter és Ron (háttérvokál)
- Harry Thumann (hangmérnök)
- Chris (maszterizálás az LP-hez)
- V. Leon (remaszterizálás a CD változathoz)

## További tudnivalók
A felvételek és a keverés, valamint a Bandido és a Baby Make Love zenei alapjai a müncheni Music Land Studiosban készültek. A többi szerzemény zenei alapjait a carlmate-i Stone Castle Studiosban vették fel. A Baby Make Love keverését a müncheni Olympia Studiosban végezték.

## Legnépszerűbb slágerek
- Deserts of Mars
- Baby Make Love

Svájc: 1979. február 11-étől  8 hétig. Legmagasabb pozíció: 7. hely

Ausztria: 1979. február 15-étől  12 hétig. Legmagasabb pozíció: 15. hely

Olaszország: 1979. Legmagasabb pozíció: 15. hely
- Bandido

Olaszország: 1979. Legmagasabb pozíció: 13. hely
- Black and White